# &Twice
&Twice (también estilizado en mayúsculas) es el segundo álbum de estudio en japonés del grupo femenino surcoreano Twice, lanzado el 19 de noviembre de 2019 por medio de Warner Music Japan. En él se incluyen los sencillos previamente publicados «Happy Happy» y «Breakthrough», además del sencillo principal «Fake & True». El grupo realizó una gira por Japón para la promoción del álbum.
El 5 de febrero de 2020 se lanzó una edición repackaged del álbum con la canción extra «Swing».

## Promoción
«Fake & True» fue interpretada por primera vez durante los conciertos por Japón del Twicelights World Tour, que empezó el 23 de octubre de 2019, en Sapporo. También fue presentada el 22 de noviembre del mismo año en un episodio especial de dos horas del programa televisivo Music Station.

## Recepción

### Comercial
&Twice debutó en el número uno de la clasificación diaria de la Oricon Albums Chart con 80 563 copias vendidas, y lideró su lista semanal con 124 197 ventas totales. En la Oricon Digital Album Chart, debutó en el puesto cinco con 1912 descargas. También debutó en la cima de la Billboard Japan Hot Albums chart, convirtiéndose en el tercer álbum del grupo en hacerlo. En total, Billboard Japan registró 133 163 copias vendidas y 1903 descargas para álbum. A fin de año, &Twice terminó en las posiciones 47 y 23 de las Billboard Japan Hot Albums chart y Oricon Albums Chart, respectivamente.

## Lista de canciones
| &Twice — edición estándar |                        |                                          |                                                          |          |  |
| N.º                       | Título                 | Letras                                   | Música                                                   | Duración |  |
| 1.                        | «Fake & True»          | Jam9                                     | Kass                                                     | 3:39     |  |
| 2.                        | «Stronger»             | Eri Osanai                               | Masaki Iehara / SunHee                                   | 3:15     |  |
| 3.                        | «Breakthrough»         | Yu Shimoji                               |                                                          | 3:38     |  |
| 4.                        | «Changing!»            | Yu Shimoji                               | Maxx Song / RED ANNE / Secret Weapon                     | 3:43     |  |
| 5.                        | «Happy Happy»          | Yu Shimoji                               | Lee Woo-min collapsedone / Val Del Prete / Eric Sanicola | 3:26     |  |
| 6.                        | «What You Waiting For» | Mayu Wakisaka / Lee Woo-min collapsedone | Mayu Wakisaka / Lee Woo-min collapsedone                 | 3:22     |  |
| 7.                        | «Be OK»                | Shoko Fujibayashi                        | Benny Jansson / Ida Pihlgren                             | 3:09     |  |
| 8.                        | «Polish»               | Lauren Kaori / Yu-ki Kokubo              | Julia Ross / Gannin Arnold                               | 3:02     |  |
| 9.                        | «How U Doin'»          | Chaeyoung / Risa Horie                   | Chaeyoung / Frants                                       | 3:30     |  |
| 10.                       | «The Reason Why»       | Natsumi Watanabe                         | Erik Lidbom / Fast Lane                                  | 3:47     |  |
| 34:23                     |                        |                                          |                                                          |          |  |

| &Twice — reedición |         |                |                                             |          |  |
| N.º                | Título  | Letras         | Música                                      | Duración |  |
| 1.                 | «Swing» | Yuka Matsumoto | Justin Reinstein Lee Woo-min «Collapsedone» | 3:23     |  |
| 37:46              |         |                |                                             |          |  |

## Posicionamiento en listas
| Listas (2019)                       | Mejor posición |
| ----------------------------------- | -------------- |
| Japón (Billboard Japan Hot Albums)  | 1              |
| Japón (Oricon Albums Chart)         | 1              |
| Japón (Oricon Digital Albums Chart) | 5              |

| Listas (2019)                      | Posición |
| ---------------------------------- | -------- |
| Japón (Billboard Japan Hot Albums) | 47       |
| Japón (Oricon Albums Chart)        | 23       |

## Certificaciones
| País (organismo certificador) | Certificaciones |
| ----------------------------- | --------------- |
| Japón (RIAJ)                  | Platino         |